# Zoran Živković (nogometaš)
Zoran Živković (Zagreb, 12. rujna 1967.) bivši je hrvatski nogometni reprezentativac.
Igračku karijeru započeo je u mlađim uzrastima Dinama, a potom je igrao u Sopotu i Trnju. Od 1987. do 1993. godine bio je standardni nogometaš Inkera iz Zaprešića s kojim je osvojio i Hrvatski nogometni kup u prvoj sezoni tog natjecanja 1992. godine. Dobrim igrama u Inkeru privukao je pozornost Dinama, gdje prelazi i igra od srpnja do prosinca 1993. godine. Nakon samo 8 odigranih utakmica se ozlijedio i na polusezoni prelazi u redove tadašnjeg prvoligaša Segeste iz Siska gjde je od od siječnja 1994. do prosinca 1995. godine. Nakon toga prelazi u još jedan tadašnji prvoligaš Marsoniju iz Slavonskog Broda od siječnja do lipnja 1996. Karijeru završava u Šibeniku gdje igra od 1996. do 1998. godine.
Za hrvatsku reprezentaciju je 25. lipnja 1993. godine kao nogometaš Inkera odigrao 1 utakmicu u Zagrebu. U toj prijateljskoj utakmici Hrvatska je pobijedila Ukrajinu 3:1.